# Baltex

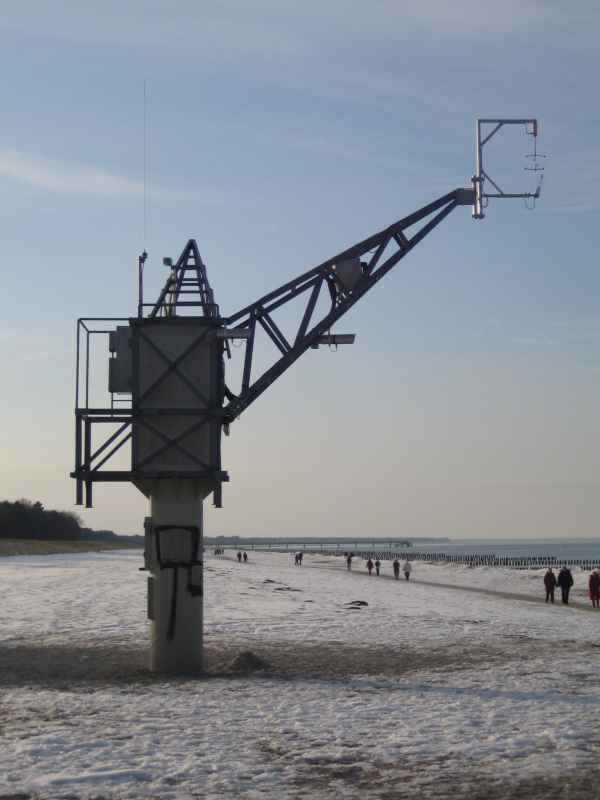
Stacja pomiaru turbulencji programu BALTEX do rejestracji meteorologicznego bilansu wodnego na plaży w Zingst

Projekt Baltex (ang. The Baltic Sea Experiment) – rozpoczęty w 1992 roku projekt państw nadbrzeżnych Morza Bałtyckiego badający obieg wody w zlewni morza. Projekt składał się z dwóch faz. Przedmiotem badań fazy I projektu (1993 – 2002) był przede wszystkim cykl hydrologiczny i wymiana energii między atmosferą a powierzchnią Ziemi, ponieważ kontrolują one i regulują klimat w sposób zasadniczy. Faza II projektu (2003 – 2012) rozszerzyła zakres badań o regionalne zmiany klimatu, gospodarkę wodną i cykle biogeochemiczne oraz procesy transportowe w regionalnym systemie Ziemi. 
Projekt w skali regionalnej globalnego projektu Global Energy and Water Exchanges (GEWEX) w ramach światowego programu badań World Climate Research Program (WCRP).
W 2015 roku zbiór danych hydrologicznych z projektu został przeniesiony ze Szwedzkiego Instytutu Meteorologicznego i Hydrologicznego (SMHI) do GRDC – dawne stacje i dane dotyczące przepływu są zintegrowane z globalną bazą danych Global Runoff Database.